# صموئيل بي. هيل
صموئيل بي. هيل (بالإنجليزية: Samuel B. Hill)‏ هو محامي وقاضي وسياسي أمريكي، ولد في 2 أبريل 1875 في فرانكلين في الولايات المتحدة، وتوفي في 16 مارس 1958 في بيثيسدا في الولايات المتحدة. حزبياً، نشط في الحزب الديمقراطي. وقد انتخب عضو مجلس النواب الأمريكي.